# 에네디 일디코
에네디 일디코(Enyedi Ildikó, 1955년 11월 15일 ~ )는 헝가리의 영화 감독, 영화 각본가이다. 2017 베를린 국제 영화제에서 영화 《우리는 같은 꿈을 꾼다》로 황금곰상을 수상했다.

## 작품 목록
- Vakond (1986)
- 나의 20세기 (1989)
- 뷔뵈스 바다스 (1994)
- A Gyár (1995)
- Tamás és Juli (1997)
- 마법사 시몬 (1999)
- Európából Európába (단편 다큐멘터리, 2004)
- Első szerelem (단편, 2008)
- 우리는 같은 꿈을 꾼다 (2017)
- 내 아내 이야기 (2021)
- 사일런트 프렌드 (2025)